# 司徒
司徒（しと）は、かつて中国にあった官職の一つである。金文では司土と作る。

## 概要
西周で初めて設置され、三公の次に位し、六卿に相当する。田土・財貨・教育などを司った。
前漢では丞相が三公の一つとされたが、哀帝の元寿2年（紀元前1年）、丞相は大司徒と改称された。
後漢の建武27年（51年）、大司徒は司徒と改称された。後漢における司徒は司空・太尉とともに三公の一つであった。
後漢の献帝の建安13年（208年）6月、曹操が三公制度を廃止して、丞相・御史大夫を置いたことにより、廃止されたが、後漢から魏への禅譲が行われると三公制度が復活し、再び司徒が三公の一つとして設置された。
魏では王朗・董昭といった長老が任命されたが他の三公同様さほどの実権はなかった。また、三国時代の一国である蜀漢では丞相諸葛亮に次ぐ高官として司徒を置き許靖が任命された。